# Ozraptor
Ozraptor (лат.) — род тероподных динозавров, окаменелые остатки которого были обнаружены в среднеюрских (байосских) песчаниках Колалура в Австралии. Включает единственный вид — Ozraptor subotaii — известный только по фрагменту большеберцовой кости.

## Открытие и наименование
В 1966 году группа из четырёх студентов-геологов 12-го курса колледжа Скотч (Scotch College) во время полевой практике нашла окаменелость недалеко от Джералдтона, которую они показали профессору Рексу Прайдеру из Университета Западной Австралии. Он сделал слепок и отправил его экспертам Музей естественной истории в Лондоне, которые решили, что это, скорее всего, окаменелость вымершей черепахи. Повторное изучение кости в 1990-х годах после извлечения из породы Джоном Альбертом Лонгом и Ральфом Молнаром позволила классифицировать окаменелость как фрагмент скелета теропода.
В 1998 году Лонг и Молнар назвали и описали типовой (и единственный) вид Ozraptor subotaii. Родовое название происходит от «Оззи» — прозвища австралийцев, и латинского слова raptor, «хищник». Видовое название дано в честь вымышленного персонажа, вора и лучника Суботая из фильма «Конан-варвар».
Голотип, UWA 82469, был найден в песчанике Колалура (Colalura), датируемого средним байосскому ярусу, около 169 миллионов лет назад (средняя юра). Он состоит из нижнего конца левой большеберцовой кости. Вместе с Rhoetosaurus, Ozraptor является одним из древнейших известных австралийских динозавров.
Длина образца составляет 8 сантиметров, а ширина в нижней части — 4 сантиметра. Исходя из этих измерений, общая длина большеберцовой кости составляет от 17 до 20 сантиметров, а длина животного в целом — около 2 метров. Были установлены три диагностических признака, позволяющие считать его отдельным видом динозавров: восходящий отросток астрагала имел прямоугольную форму с прямым верхним концом; астрагалярная фасетка имела вертикальный гребень; медиальный мыщелок был слабо развит.

## Классификация

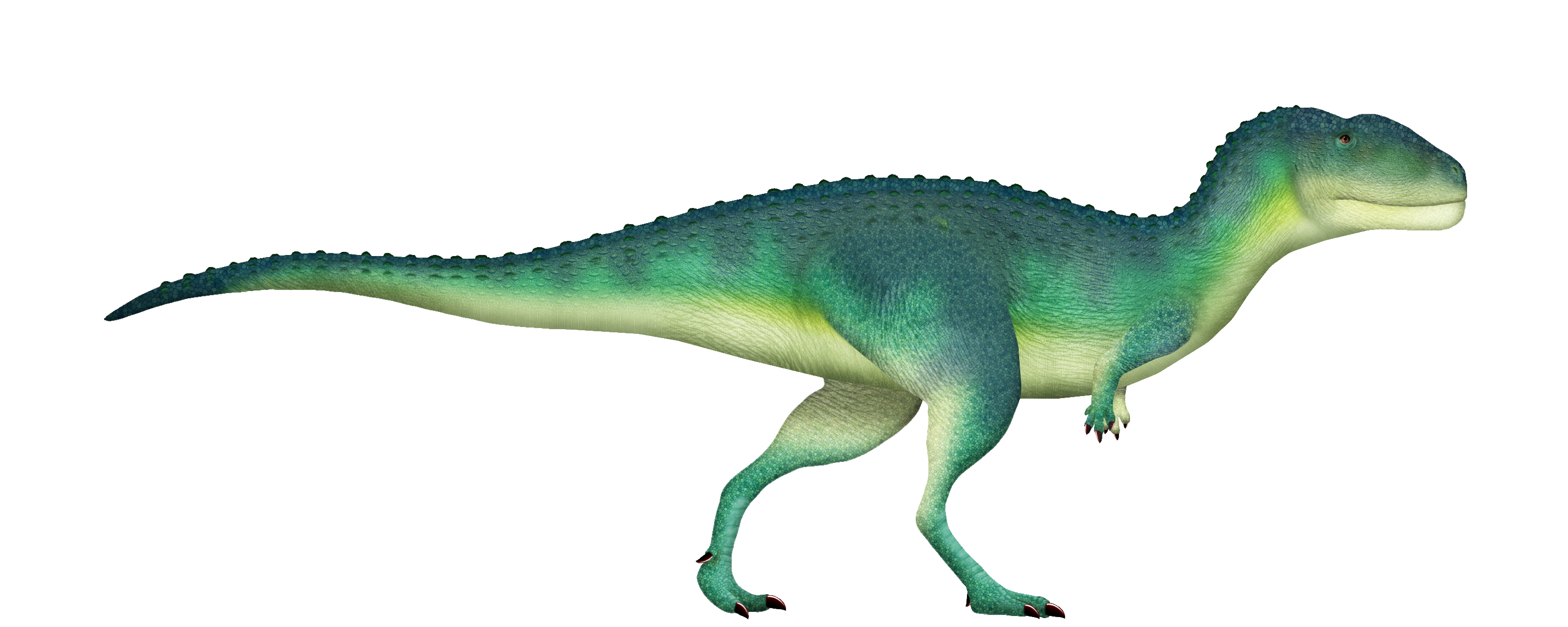
Реконструкция Ozraptor в качестве представителя Abelisauroidea

Ozraptor, известный только по одной частичной кости ноги, является трудноклассифицируемым таксоном. В 1998 году авторы описания не смогли более точно определить его классификацию, кроме как Theropoda incertae sedis. В 2004 году Томас Хольц считал его представителем аветеропод (Avetheropoda). В 2005 году в другом исследовании, проведённом Оливером Раутутом, было высказано предположение, что это действительно теропод, а точнее, представитель Abelisauroidea, на основании наличия отчётливого вертикального срединного гребня на астрагалярной борозде. Если это так, то Ozraptor был бы самым древним известным представителем Abelisauroidea. Однако позже Раугут пришёл к выводу, что ни один из диагностичных признаков на самом деле не является специфичным для Abelisauroidea, и, таким образом, Ozraptor в лучшем случае может быть классифицирован как неопределённый теропод (Theropoda indet.).
Согласно сайту The Theropod Database, составленному Микки Мортимер, Ozraptor может быть классифицирован как аверостр неясного систематического положения (Averostra incertae sedis), поскольку среди теропод, не являющихся аверострами, нет представителей, которые дожили бы до средней юры или имели бы высокий восходящий отросток таранной кости, который соответствует углублению на передней поверхности большеберцовой кости.